# Шахматы в СССР
См. также: Шахматы в СССР (журнал)

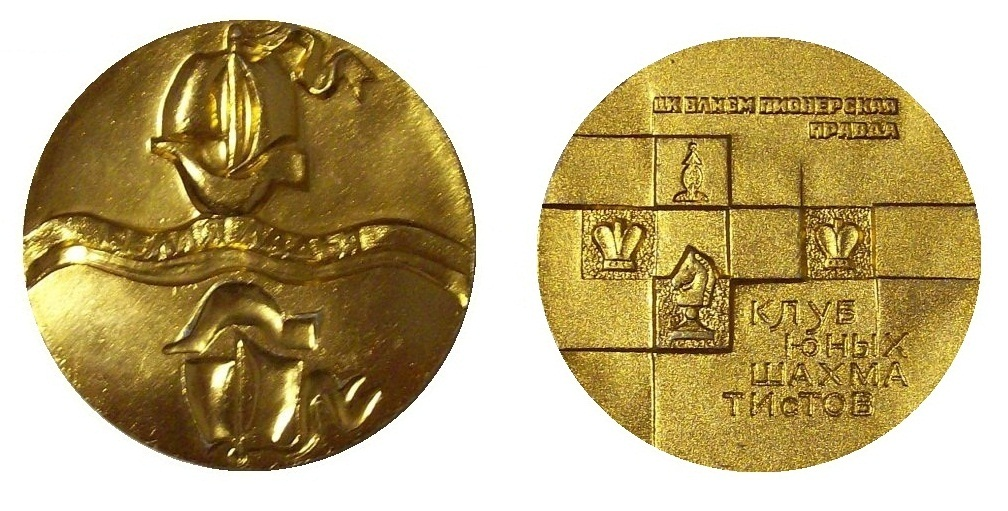
Медаль победителю турнира юных шахматистов на приз газеты
«Пионерская правда»

Шахматы в СССР — история шахмат в СССР как явления массовой культуры, средства воспитания детей и молодёжи, вида спорта и активного отдыха. В ФИДЕ Советский Союз состоял с 1947 года.

## История
История шахмат на территории СССР насчитывает свыше 1000 лет. Об этом свидетельствуют археологические находки в Афрасиабе (городище на окраине Самарканда; VII—VIII веках), Фергане и в других районах, шахматный трактат Абу-ль-Фатха (XI—XII веках), дошедшие до нас имена мастеров шатранджа, среди которых были таджики, хорезмийцы и другие древние народы Средней Азии, внёсшие заметный вклад в развитие средневековых шахмат. Известны были своим увлечением шахматами российские цари Иван Грозный (1533—1584) и Алексей Михайлович (1645—1676).

### 1920-е
В октябре 1920, в условиях послевоенной разрухи и голода, Всевобуч провёл 1-й чемпионат страны, в котором участвовали почти все ведущие мастера. Наиболее крупным шахматными центрами оставались Москва и Петроград, однако шахматная жизнь оживилась и в других городах — Киеве, Харькове, Минске, Одессе, Иванове, Новосибирске, Омске. Выдвинулась новая плеяда мастеров: Н. Григорьев, М. Кляцкин, Н. Зубарев, А. Сергеев (Москва), П. Романовский, А. Ильин-Женевский, С. Готгильф, А. Модель (Петроград), Я. Вильнер, Б. Верлинский (Одесса), В. Созин (Новгород) и другие.
К середине 1923 рост шахматного движения в стране потребовал объединения шахматных сил страны, укрепления связей между кружками. Активность в решении этих задач проявило Петроградское шахматное собрание (основано в 1921), которое провело ряд соревнований (матч Петроград — Москва, 1922; первенство страны 1923 и другие), основало журнал «Шахматный листок» (1922), выступило инициатором восстановления Всероссийского шахматного союза (1923). Возрастало число шахматных кружков при профсоюзах, рабочих и красноармейских клубах, на заводах и фабриках. Всесоюзный шахматный съезд (1924), проходивший под лозунгами «Шахматы — орудие интеллектуальной культуры» и «Дорогу шахматам в рабочую среду», призвал сделать шахматное искусство достоянием трудящихся, наметил новые пути и формы шахматной деятельности в стране. Шахматное движение в России стало пользоваться поддержкой со стороны государства, которое рассматривало шахматы как одну из важных областей культуры. Съезд распустил Всероссийский шахматный союз и учредил Всесоюзную шахматную секцию, председателем которой был избран Н. Крыленко. Секция с начала своей деятельности взяла решительный курс на развитие массовости. Мощным стимулом повышения интереса трудящихся к шахматам послужил Первый Московский международный турнир (1925), в котором участвовал ряд выдающихся зарубежных шахматистов во главе с Капабланкой и Эм. Ласкером. Турнир вызвал в стране настоящую «шахматную горячку»:

Р. Рети:

Я счастлив находиться в стране, где шахматы становятся народной игрой. Мастера, сознающие, что они творят для широчайших масс, а не для замкнутых кругов, смогут проявить себя во всем блеске.

В 1927 году состоялся 1-й чемпионат СССР среди женщин, победу в котором одержала О. Рубцова. Всесоюзный шахматный съезд (1931) подвёл итоги работы советской шахматной организации и наметил меры по дальнейшему распространению шахмат среди трудящихся.

### 1930-е

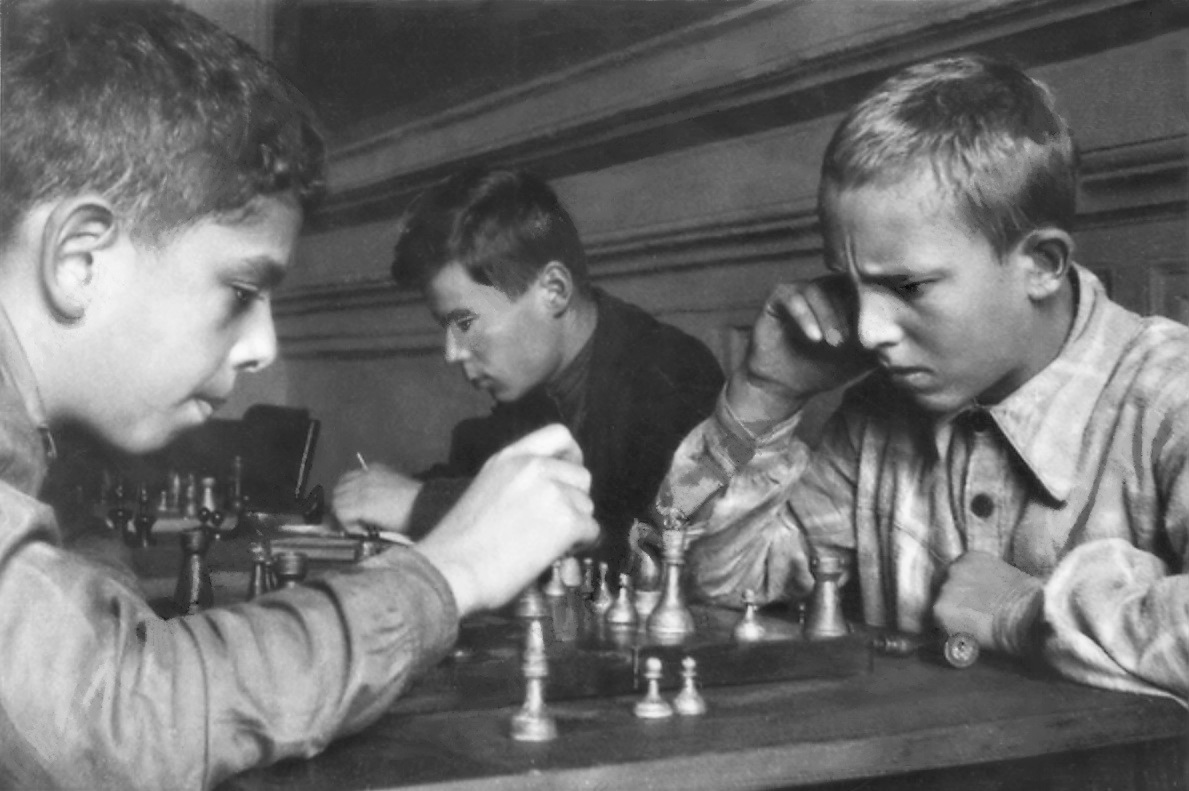
Пионеры играют в шахматы. 1930-е годы. Фото Б. Иваницкого

В 1930-х гг. начали регулярно проводиться всесоюзные детские и юношеские соревнования, были созданы шахматные секции во Дворцах пионеров Москвы, Ленинграда, Киева, Тбилиси, Ташкента, Харькова, Одессы и других, которые воспитали многих будущих шахматных мастеров.
Заметно оживилась шахматная жизнь в союзных республиках.
На Украине выдвинулась (1931—1940) группа талантливых мастеров: И. Болеславский, Д. Бронштейн, А. Константинопольский, И. Погребысский и другие; в Киеве стала издаваться газета «Шахіст» (с 1936).
В Белоруссии (1929—1939) появились мастера — И. Мазель, Г. Вересов (Минск), А. Маневич (Гомель), В. Силич (Витебск).
В Латвии, Литве, Эстонии после провозглашения Советской власти (1940) открылись новые возможности для развития шахмат.
Первые шахматные мастера появились и в республиках Закавказья — Г. Каспарян (Армянская ССР), В. Гоглидзе и А. Эбралидзе (Грузинская ССР). Большую роль в популяризации шахмат в республиках Закавказья сыграло проведение 10-го чемпионата СССР в Тбилиси (1937).
В общекомандных первенствах республик Средней Азии (1934, 1939) победительницей стала команда Узбекской ССР, где значительный вклад в развитие шахмат внёс Фрейман (Ташкент). В 1930-х гг.
шахматы в СССР стали народной игрой.
Быстрый рост советского шахматного движения и мастерства ведущих советских шахматистов в 1930-е гг. обусловил необходимость их встреч с сильнейшими зарубежными мастерами. Начало таким встречам положил матч Ботвинник — Флор (1933) — его результат (ничья — 6:6) показал, что советский чемпион не уступал по силе ведущим шахматистам мира. Успехи в Ленинградском турнире с участием М. Эйве и X. Кмоха (1934), 2-м и 3-м Московских международных турнирах (1935 и 1936), Ноттингемском (1936) и «АВРО» (1938) турнирах выдвинули Ботвинника в число основных претендентов на мировое первенство.
В 1930-е годы выдвинулась группа молодых талантливых мастеров во главе с М. Ботвинником: В. Алаторцев, С. Белавенец, И. Кан, В. Макогонов, В. Раузер, В. Рагозин, Н. Рюмин, В. Чеховер, М. Юдович и другие. Однако в международных соревнованиях 1928—1932 советские шахматисты почти не участвовали.
Планомерная работа по развитию шахмат в стране, постоянная государственная поддержка способствовали массовости шахматного движения: первенство ВЦСПС (1936) охватило 700 тыс. шахматистов (победители — Г. Лисицын и Чеховер); в турнире заводов-гигантов (1936) участвовало 100 тысяч человек.
В Москве начала издаваться (1935) первая в мире шахматно-шашечная газета «64». Состоялся первый чемпионат колхозных шахматистов (Москва, 1939), который выиграл Т. Тайлиев (Туркменская ССР). Под лозунгом «Шахматы — в рабочую семью» был организован матч-турнир семей (Баку, 1935).

### 1940-е
К началу Великой Отечественной войны (1941—1945) советская шахматная организация превратилась в одну из крупнейших в мире по числу квалифицированных шахматистов: в её рядах насчитывалось 7 гроссмейстеров и 50 мастеров. Выдающихся успехов добились советские шахматисты в области теории шахмат: международное признание получили теоретические исследования В. Ненарокова, И. Рабиновича, Левенфиша, Юдовича, Белавенца, Раузера (дебют); Романовского (миттельшпиль); Рабиновича, Созина, Григорьева (эндшпиль).
Во время войны
Во время войны советские шахматисты сражались на фронте или самоотверженно трудились в тылу. В боях с фашистскими захватчиками погибли мастера Белавенец, Л. Кайев, М. Стольберг, Силич. В дни блокады Ленинграда советская шахматная организация потеряла А. Ильина-Женевского, И. Рабиновича, А. Троицкого, Л. Куббеля, Раузера и других. Ведущие шахматисты выступали в госпиталях перед ранеными красноармейцами, читали лекции, организовывали турниры, давали сеансы одновременной игры. В годы войны состоялся ряд соревнований: 1941/1942 — первенство Москвы (победитель — И. Мазель), 1942 — двухкруговой турнир в Москве (И. Бондаревский), турниры в Свердловске (Рагозин) и Куйбышеве (Болеславский); 1943 — турниры в Свердловске (Ботвинник), Москве в честь 25-летия Красной Армии (Е. Загорянский и Рагозин) и 2 турнира в Куйбышеве (победитель первого — Константинопольский; второго — Болеславский).
После войны
После войны популярность массовых шахмат только росла: важным поводом стал титул чемпиона мира, завоеванный в 1948 году Михаилом Ботвинником – первый в истории СССР. 
Первым крупным международным соревнованием после войны был радиоматч команд СССР и США (1945), который закончился победой советских шахматистов — 15½ : 4½. Матч показал, что СССР стал сильнейшей шахматной державой мира. История мировых шахмат в последующие годы свидетельствовала о силе советской шахматной школы.
С конца 40-х советские шахматисты выходили победителями многих крупнейших международных соревнований. Матч-турнир на первенство мира 1948 закончился победой Ботвинника, ставшего первым советским чемпионом мира.
После смерти Алехина (1946) из 8 чемпионов мира 7 — представители СССР: Ботвинник, Смыслов, М. Таль, Т. Петросян, Б. Спасский (ныне во Франции), А. Карпов, Г. Каспаров.
У женщин с 1950 по 1991 титулом чемпионки мира бессменно владели советские шахматистки: Л. Руденко, Е. Быкова, О. Рубцова, Н. Гаприндашвили, М. Чибурданидзе.

### 1950-е
В 1952—1990 гг. мужская команда СССР на Всемирных шахматных олимпиадах 18 раз (из 19; кроме 1978; в 1976 не участвовала) завоёвывала 1-е место; женская команда с 1957 по 1990 — победительница 10-и шахматных олимпиад (кроме 1988 и 1990; в 1976 не участвовала). С 1957 года титул сильнейшей команды Европы бессменно принадлежал советским шахматистам. Они — неоднократные чемпионы мира и Европы среди юношей и студентов.

### 1960-е

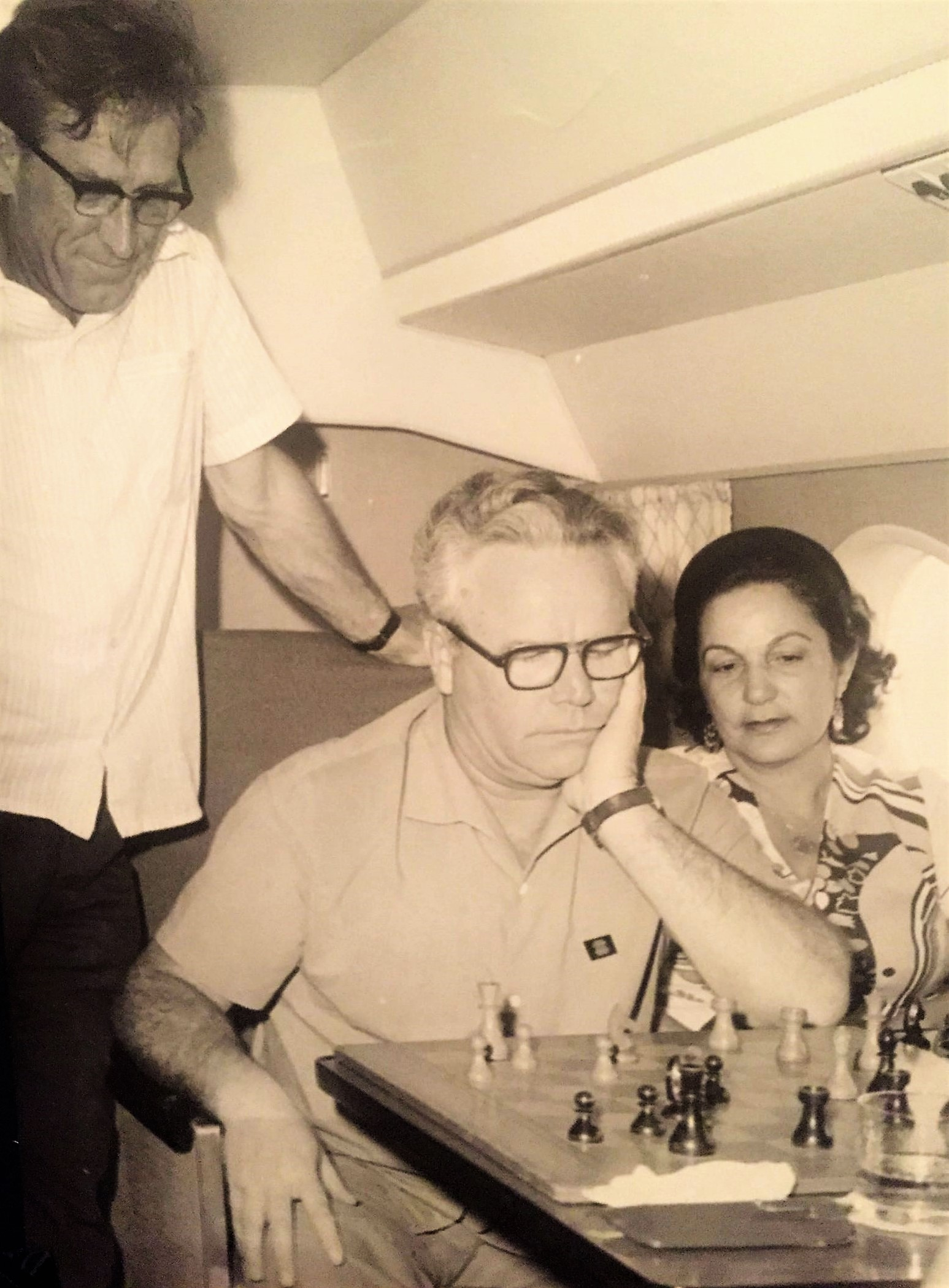
Н. Ф. Шестопалов играет в шахматы в самолёте, летящем на Кубу.

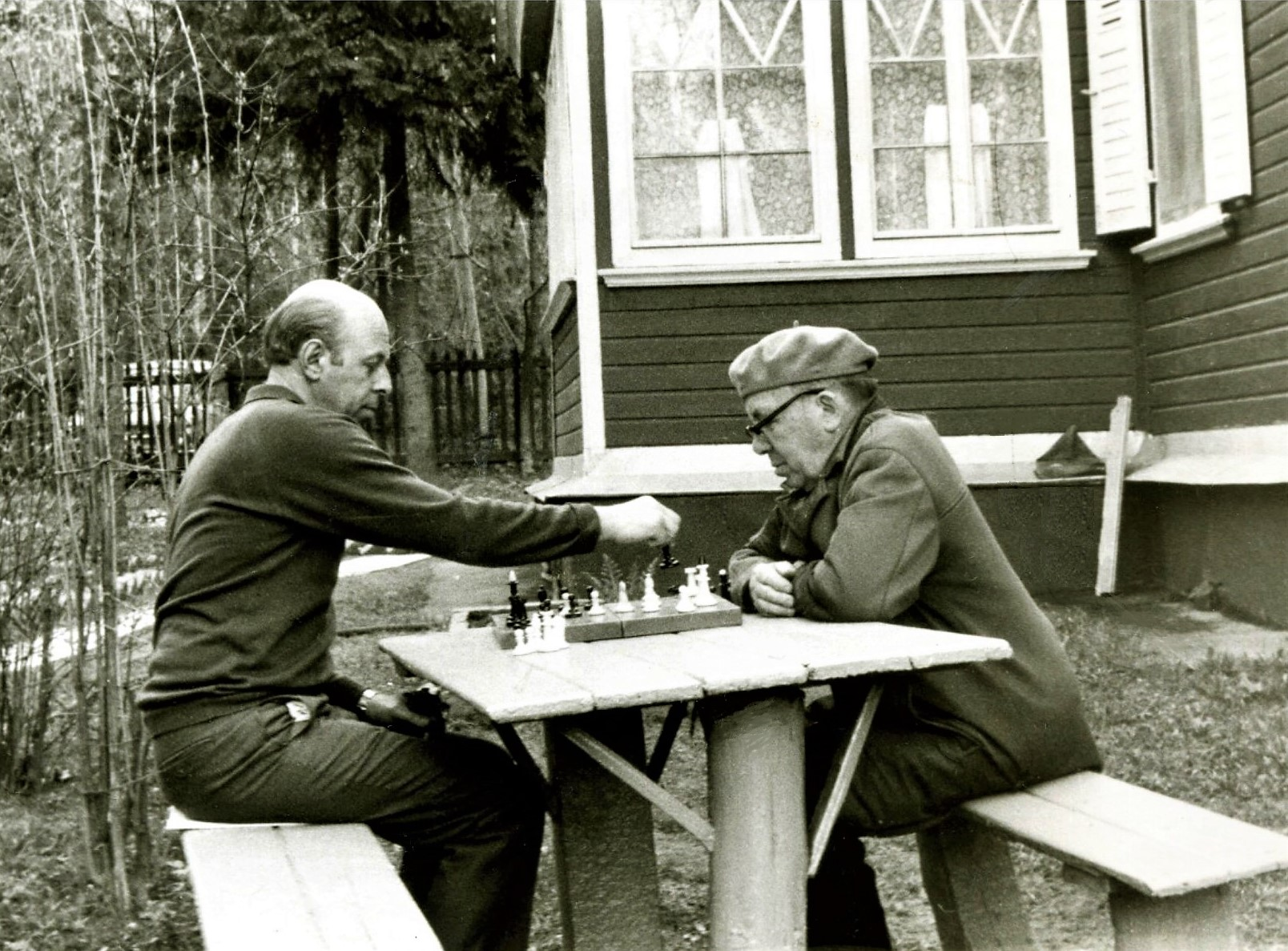
И. И. Гусаковский за партией в шахматы.

В 1960-е продолжает укрепляться всеобщее увлечение шахматами в СССР. Шахматами занимается высшее командование Советской армии. Министр обороны СССР Р. Я. Малиновский составлял шахматные задачи, печатавшиеся в журналах, и участвовал в конкурсах решателей. Первый заместитель министра обороны СССР и бывший начальник Генерального штаба РККА Г. К. Жуков ещё в 1953 распорядился проводить шахматные турниры в военных округах. Н. Ф. Шестопалов, в дальнейшем заместитель министра обороны СССР, любил шахматы, был кандидатом в мастера спорта, давал сеансы одновременной игры, участвовал в различных турнирах. В шахматы постоянно играл генерал армии И. И. Гусаковский. Шахматные соревнования проводятся в Домах офицеров.

### 1970-е
В 1970—1980-х годах в СССР выросло новое поколение талантливых шахматистов: А. Карпов, Г. Каспаров, A. Белявский, Р. Ваганян, А. Юсупов, B. Салов, А. Соколов, Н. Александрия, C. Матвеева, Н. Иоселиани и другие.

### 1980-е
В 1985 и 1989 гг. советские шахматисты — победители первых двух командных чемпионатов мира.
Мировое признание завоевали советские мастера шахматной композиции. Задачи и этюды А. Троицкого, Л. Куббеля, братьев Василия и Михаила Платовых , М. Либуркина, Л. Лошинского, В. Королькова, Г. Каспаряна, В. Брона, Г. Надареишвили, А. Гурвича, В. Руденко и других вошли в сокровищницу мирового шахматного искусства.
Характерной чертой развития шахмат в СССР являлось также постоянная работа над проблемами теории, истории и методики преподавания шахмат. Достижения в этих областях получили мировое признание.

## Организации
Шахматная федерация СССР объединяла многомиллионную армию шахматистов, среди которых около 100 международных гроссмейстеров (мужчин и женщин), свыше 170 международных мастеров (мужчин и женщин), около 1000 мастеров спорта СССР, тысячи кандидатов в мастера и перворазрядников (1987).

## Чемпионаты СССР по шахматам
Школой мастерства и смотром достижений советских шахматистов были чемпионаты СССР, которые в 1930-х гг. чаще других выигрывал Ботвинник (1931, 1933, 1939). Крупных успехов в те же годы добился Левенфиш, одержавший победы в чемпионатах страны (1934/1935, 1937) и сыгравший вничью матч за звание чемпиона СССР с Ботвинником в 1937.

## Международные турниры
В СССР десятки тысяч шахматистов участвовали в заочных соревнованиях; с 1956 сильнейшие из них выступали в чемпионатах мира, с 1964 — в чемпионатах Европы. Чемпионом мира становились Рагозин, В. Загоровский, Я. Эстрин, Т. Ыйм, Рубцова, Л. Яковлева.

## Массовое шахматное движение
Основу организации составляли многочисленные шахматные клубы в Москве (в том числе ЦШК СССР (?Центральный шахматный клуб), Всероссийский шахматный клуб, ЦШК ВС СССР), Ленинграде, Вильнюсе, Киеве, Львове, Минске, Тбилиси, Ереване, Риге, Таллине, Баку, Одессе, Ростове-на-Дону, Челябинске и других городах, а также клубы ДСО профсоюзов, шахматные кружки при дворцах пионеров, на заводах и фабриках; они проводили массовые соревнования, организовывали квалификационные турниры (очные и в игре по переписке), читательские конференции, встречи с ведущими шахматистами, сеансы одновременной игры, конкурсы решения задач и так далее.
Шахматное движение охватывало тысячи людей во всех союзных республиках. Наиболее крупные массовые соревнования — Всесоюзные шахматные фестивали, турниры заводов-гигантов, Всесоюзные первенства сельских шахматистов, турниры профсоюзов и так далее вовлекали десятки тысяч любителей шахмат. Важную роль в популяризации шахмат играли Всесоюзные соревнования пионерских дружин «Белая ладья», турниры команд дворцов пионеров с участием ведущих шахматистов страны, а также преподавание шахмат в ряде школ Москвы, Ленинграда, Киева и других городов, передача опыта ведущих гроссмейстеров молодёжи (шахматная школы Ботвинника, Каспарова, Смыслова, Л. Полугаевского и других). Шахматные движение было обеспечено квалифицированными тренерскими кадрами, которые постоянно готовились шахматными отделениями институтов физкультуры.

## В СМИ
Широкой популяризации шахмат служила советская печать.
- Журналы: «64 — Шахматное обозрение», «Шахматы в СССР», «Шахматный бюллетень», «Бюллетень ЦШК СССР» (Москва), «Шахматы» (Рига);
- Газеты: «Шахматы» (Баку), «Мерани» (Тбилиси), «Шахматайин Айастан» (Ереван), специальные выпуски, посвященные крупным советским и международным соревнованиям, а также регулярные шахматные отделы в журналах, центральных, республиканских и областных газетах.

Еженедельная (с 1970) телевизионная программа «Шахматная школа» на ЦТ  и шахматные передачи на Всесоюзном радио.

## В культуре
- В романе Ильфа и Петрова «12 стульев» (1927) — сеанс одновременной игры в клубе «Картонажник» г. Васюки
- Роман Дэниела Таммета «Мишенька» (2016)[3]
- мюзикл "Шахматы "